# فرانك روش
فرانك روش (بالإنجليزية: Frank Roche)‏ هو كاتب أمريكي، ولد في 11 يوليو 1959 في كليفلاند في الولايات المتحدة.